# Ansiei
L'Ansiei (Ansiàn in cadorino) è un corso d'acqua a carattere torrentizio del Cadore (provincia di Belluno).
Nasce dal lago d'Antorno, un piccolo specchio d'acqua situato ai piedi delle Tre Cime di Lavaredo. Poco più a valle giunge a Misurina, alimentando l'omonimo lago.
Percorre quindi tutta la val d'Ansiei e presso l'abitato di Auronzo di Cadore forma il lago di Santa Caterina. Sfocia infine nel Piave in località Treponti.
È uno dei principali affluenti del Piave, con un bacino di 240,7 km² e una portata che è di 8,25 m³/s. I maggiori affluenti sono il torrente Marzon (affluente di sinistra, spesso in secca a causa dei prelievi effettuati a monte della confluenza) e il rio Val da Rin (di destra).